# Erecanana insulana
Erecanana insulana is een hooiwagen uit de familie Podoctidae.